# Procleomenes taoi
Procleomenes taoi är en skalbaggsart som beskrevs av Tatsuya Niisato 1985. Procleomenes taoi ingår i släktet Procleomenes och familjen långhorningar.
Artens utbredningsområde är Sulawesi. Inga underarter finns listade i Catalogue of Life.